# ¡Qué tía la C.I.A.!
¡Qué tía la C.I.A.! es una película española de comedia estrenada en 1985, escrita y dirigida por Mariano Ozores y protagonizada en los papeles principales por Fernando Esteso, Antonio Ozores, Juanito Navarro y Brita Jensen.

## Sinopsis
Carlos del Campo es un vendedor de quesos que está a punto a punto de casarse por la fuerza con la hija de su jefe en la ciudad de Palencia. Para que no huya sin casarse, Carlos es vigilado por un detective llamado Manuel Álvarez, quien le acompañará hasta la iglesia donde contraerán matrimonio. En medio del viaje sufren una avería en su coche que les lleva a encontrarse con una espía que pega un microfilm en el cuello de Carlos, convirtiéndole en el objetivo de otros espías.

## Reparto
| Actor            | Personaje                  |
| ---------------- | -------------------------- |
| Fernando Esteso  | Carlos del Campo           |
| Antonio Ozores   | Manuel Álvarez             |
| Juanito Navarro  | Gaspar Melchor             |
| Alfonso del Real | Fabricante de quesos       |
| Gérard Tichy     | Agente de la RFA           |
| Emiliano Redondo | Agente de la DDR           |
| Rafaela Aparicio | Amancia                    |
| Luis Barbero     | Amante de Amancia          |
| Emilio Fornet    | Lorenzo, marido de Amancia |
| Brita Jensen     |                            |
| Carole James     |                            |
| María Álvarez    |                            |